# Hanggin-Banner

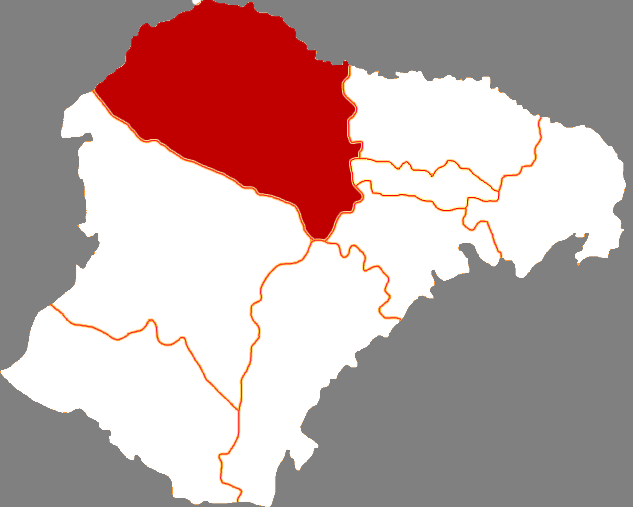
Lage des Hanggin-Banners in Ordos

Das Hanggin-Banner (chinesisch 杭锦旗, Pinyin Hángjǐn Qí; mongolisch ᠬᠠᠩᠭᠢᠨ ᠬᠣᠰᠢᠭᠤ Qaŋɣin qosiɣu) ist ein Banner der bezirksfreien Stadt Ordos im Südwesten des Autonomen Gebietes Innere Mongolei im mittleren Norden der Volksrepublik China. Es hat eine Fläche von 18.903 km² und zählt 130.000 Einwohner (2004). Sein Hauptort ist die Großgemeinde Xin (锡尼镇).